# قلعه پرویزه اوز
قلعه پرویزه اوز مربوط به دوران ساسانیان است که بر فراز کوهی، در ارتفاع ۲۰۰ متری در شهرستان اوز،  ۳۴۰ کیلومتری جنوب شرقی شیراز قرار دارد.در گویش محلی به آن قلعه پروده Parvedahمی گویند،این بنا از گچ، سنگ، ساروج و خشت ساخته شده و دارای بقایای ایوان، شاه نشین، آب‌انبار، زیر زمین، اتاق و حیاط است. نخستین ورودی پای قلعه دیواری از خشت خام به بلندای سه متری باقی‌مانده و در پایین این دیوار سنگ چین از مصالح سنگ و ساروج به عنوان پایه استحکامی هنوز در سمت راست راهرو پابرجاست. این راه باریک ما را به بالای کوه و پایین دژ می‌رساند. این مکان حدود ۱۰۰ متر از سطح زمین ارتفاع دارد و در حال حاضر نردبانی از چوب که به وسیله طناب و میخ به کوه وصل است و سه متر بلندا دارد، ما را به قلعه می‌رساند. جنب برج، محل حاکم‌نشین و خانواده‌اش با ۵ هزار و ۶۰۰ متر مربع مساحت به چشم می‌خورد که قسمت حاکم‌نشین به وسیله دیواری از سایر بخش‌ها مجزا است. آنچه در حال حاضر درون قلعه اصلی می‌توان دید آب‌انبارهایی به طول ۳ و عرض ۲ متر، چند اتاق و ایوان فرو ریخته در شرق آب‌انبار‌ها و چاهی به ابعاد دو در دو در دل کوه کنده شده و آثار سفال شکسته ظروف در اکثر جاهای قلعه دیده می‌شود. سطح کلی بالای این کوه حدود ۶۰ هزار متر مربع است. پیدا شدن یک لوله توپ مربوط به دوران نادرشاه افشار در این قلعه بیانگر این است که نادرشاه برای فتح هندوستان و رسیدن به خلیج فارس در این قلعه اتراق کرده‌است.